# Стебницьке водосховище

руслове
 Стебницьке водосховище, більш знане як Доброгостівське водосховище — водосховище поблизу села Доброгостів Дрогобицького району Львівської області. Побудуване у 1966 році. Основним завданням водосховище є сезонне регулювання стоку річки Колодниця. Це здійснено з метою господарсько-питного водопостачання Стебниківського калійного заводу. Після банкрутства хімічного підприємства припинилася його діяльність. Відомча приналежність — ТзОВ «Стебникводоканал».
Водосховище використовується для питного водопостачання поруч розташованих населених пунктів: міста Стебник, сіл Колпець, Станиля, вторинних користувачів, в перспективі міста Трускавець.
Тип водосховища — руслове. Регулювання стоку — сезонне. Глибина: середня — 4,0 м, максимальна — 7,0 м. Довжина — 0,7 км, ширина — 0,5 км.